# Diamante do Norte
Diamante do Norte är en kommun i Brasilien.   Den ligger i delstaten Paraná, i den södra delen av landet, 900 km sydväst om huvudstaden Brasília. Antalet invånare är 5 524.
Trakten runt Diamante do Norte består i huvudsak av gräsmarker. Runt Diamante do Norte är det ganska glesbefolkat, med 24 invånare per kvadratkilometer.